# 33871 Locastillo
33871 Locastillo este o planetă minoră (asteroid) din centura de asteroizi. A fost descoperită pe 7 mai 2000 la Experimental Test Site⁠(d) de Lincoln Near-Earth Asteroid Research. 
Obiectul prezintă o orbită caracterizată de o semiaxă mare de 2,2072918 UAi, o excentricitate de 0,04, o înclinație de 2,77327 ° în raport cu ecliptica.